# Konstytucja Republiki Słowenii
Konstytucja Republiki Słowenii (słoweń. Ustava Republike Slovenije) – ustawa zasadnicza Republiki Słowenii.

## Spisanie i zmiany
Przygotowanie dokumentu rozpoczęło się w lutym 1987 roku w Związku Słoweńskich Pisarzy, a po koalicji DEMOS, idea zdobyła większość poparcia na Zgromadzeniu Socjalistycznej Republiki Słowenii w kwietniu 1990 roku. Duża część pracy nad treścią konstytucji została wykonana w Zamku Podvin niedaleko Radovljicy w sierpniu 1990 roku, pod przewodnictwem adwokata Piotra Jambreka. Konstytucja została przyjęta przez Zgromadzenie Państwowe Republiki Słowenii 23 grudnia 1991.
Od jej ogłoszenia, konstytucja została zmieniona siedem razy, z czterema głównymi zmianami:
1. W lipcu 1997 roku, hiszpański kompromis – zalegalizowano sprzedaż nieruchomości dla cudzoziemców w ramach konwergencji z Unią Europejską.
2. W lipcu 2000 roku, ordynacja proporcjonalna została wpisana bezpośrednio do konstytucji.
3. W marcu 2003, została uchwalona zmiana, umożliwiająca Słowenii wejście do Unii Europejskiej i NATO, jeśli jest to wolą ludności. Takie referendum odbyło się 23 marca 2003[4].
4. W czerwcu 2006 roku, trzy artykuły konstytucji zostały zmienione w celu nakreślenia definicji władzy publicznej, wytłumaczenia zasad przeniesienia funkcji państwowych do władz miejskich, oraz wyjaśnienia, w jaki sposób prowincje są tworzone i upoważniane do wykonywania funkcji państwowych.

## Zawartość dokumentu
Konstytucja podzielona jest na rozdziały:
1. Preambuła
2. Prawa człowieka i podstawowe wolności
3. Stosunki gospodarcze i społeczne
4. Ustrój państwowy
5. Samorząd
6. Finanse publiczne
7. Konstytucyjność i legalność
8. Sąd Konstytucyjny
9. Postępowanie w sprawie zmiany Konstytucji
10. Przepisy przejściowe i końcowe